# Квинт Курций Руф (консул 43 г.)
Квинт Курций Руф (на латински: Quintus Curtius Rufus) e политик и сенатор на Римската империя през 1 век.
Той е син на гладиатор и успява да стане сенатор. Първо е квестор, а през 16/21? г. претор. От октомври до декември 43 г. Квинт Курций Руф става суфектконсул заедно с колега Спурий Опий. През 47 г. той е легат в Горна Германия и получава ornamenta triumphalia. Вероятно по времето на император Нерон той става проконсул на провинция Африка, където и умира.